# بخش تیاب
بخش تیاب، یکی از بخش‌های شهرستان میناب در استان هرمزگان ایران است. مرکز این بخش، روستای تیاب است.

## تقسیمات کشوری
- بخش تیاب
  - دهستان تیاب
  - دهستان سرباران

## جمعیت
بر پایه سرشماری عمومی نفوس و مسکن در سال ۱۳۹۵، جمعیت بخش تیاب برابر با ۲۰٬۲۷۱ نفر بوده‌است.